# Francisco Benkö
Francisco Benkö (* 24. Juni 1910 in Berlin als Franz Benkö; † 11. Januar 2010 in Buenos Aires) war ein deutsch-argentinischer Schachspieler, Schachkomponist und längstzeitiges Mitglied der Problemschachvereinigung Schwalbe. Seine höchste historische Elo-Zahl betrug 2520 im Mai 1948.

## Schach
1928 trat Benkö der Schwalbe bei. 1935 war er der erste jüdische Schachmeister Berlins. Als Jacques Mieses eine Simultanvorstellung im jüdischen Schachklub in Berlin gab, spielte Benkö „blind“ und gewann. Gegen Friedrich Sämisch spielte Benkö bei anderen Gelegenheiten dreimal, wobei Benkö alle Partien gewann.
Benkö kannte noch während seiner Zeit in Deutschland viele bedeutende Personen der Schach- und Schachkompositionsgeschichte persönlich, darunter Carl Ahues, Eduard Birgfeld, Wolfgang Heidenfeld, Hermann Keidanski, Johann Koers, Ado Kraemer und Erich Zepler, Kurt Richter, Friedrich Sämisch, Eduard Schildberg, Willi Schlage, Bruno Sommer sowie Richard Steinweg. In Argentinien freundete sich Benkö mit Alexander Aljechin an, gegen den er in Berlin 1928 und 1929 bei Simultanveranstaltungen jeweils remisierte. 1992 lernte Benkö Michail Tal kennen.
1938 nahm er an seiner ersten argentinischen Einzelmeisterschaftsendrunde teil, 2004 schaffte er es erneut, sich dafür zu qualifizieren. Im Juli 2007 betrug Benkös Elo-Zahl 2050.
Bei seiner Teilnahme beim Torneo Mayor in Buenos Aires 1938 spielte Benkö gegen den 1877 geborenen B. H. Villegas. Mit seiner Partie gegen den 1992 geborenen K. Paveta beim Despedida Open in Buenos Aires 2008 ergibt sich eine Differenz von 115 Jahren für die Geburtsjahre seiner Gegner. Der Rekord von 117 Jahren wurde von Frank Parr aufgestellt, der gegen einen 1871 geborenen Mackenzie und gegen Thomas Sharp (* 1988) spielte.
Benkö wurde für seine Verdienste mit dem Delfo-Cabrera-Preis ausgezeichnet. Im Oktober 2009 wurde er zum Ehrenmitglied der Schwalbe ernannt.
Benkö komponierte auch Schachaufgaben, darunter retroanalytische Aufgaben, Studien und Direktmattaufgaben. Das folgende Problem war sein Lieblingsdreizüger.
|   | a | b | c | d | e | f | g | h |   |
| 8 |   |   |   |   |   |   |   |   | 8 |
| 7 |   |   |   |   |   |   |   |   | 7 |
| 6 |   |   |   |   |   |   |   |   | 6 |
| 5 |   |   |   |   |   |   |   |   | 5 |
| 4 |   |   |   |   |   |   |   |   | 4 |
| 3 |   |   |   |   |   |   |   |   | 3 |
| 2 |   |   |   |   |   |   |   |   | 2 |
| 1 |   |   |   |   |   |   |   |   | 1 |
|   | a | b | c | d | e | f | g | h |   |

|   | a | b | c | d | e | f | g | h |   |
| 8 |   |   |   |   |   |   |   |   | 8 |
| 7 |   |   |   |   |   |   |   |   | 7 |
| 6 |   |   |   |   |   |   |   |   | 6 |
| 5 |   |   |   |   |   |   |   |   | 5 |
| 4 |   |   |   |   |   |   |   |   | 4 |
| 3 |   |   |   |   |   |   |   |   | 3 |
| 2 |   |   |   |   |   |   |   |   | 2 |
| 1 |   |   |   |   |   |   |   |   | 1 |
|   | a | b | c | d | e | f | g | h |   |

Links:

Nur 1. Sd6–c4!! führt zum Matt im dritten Zug.

Rechts:
Benkö gewann hier mit 23. Lc1xh6 Lc6xe4 24. Lh6xg7! Kg8xg7 25. Lg2xe4 Tc4xe4 26. De5–g5+ Kg7–h7 27. Dg5xf6 Material und später auch die Partie.

## Leben
Benkö, Sohn des Ungarn Richard Wilhelm Benkö und der Österreicherin Alice Josephine Helene Pick, wurde nach eigenen Angaben kurz vor seinem Schwalbe-Eintritt 1928 Vollwaise. Um der in der Zeit des Nationalsozialismus zunehmenden Judenfeindlichkeit zu entkommen, wanderte Benkö, der mütterlicherseits jüdischer Abstammung war, 1936 mit seiner Schwester Anne nach Argentinien aus, wo er bis zu seinem Tod blieb. Im Vorjahr war bereits der ebenfalls jüdische Erich Zepler nach England ausgewandert, nachdem er den befreundeten Benkö in seine Pläne eingeweiht hatte.
Am 11. Januar 2010 verstarb Francisco Benkö gegen 15:30 Uhr Ortszeit in der Policlínico Bancario in Buenos Aires an Herzversagen.